# Dactylopodella vervoorti
Dactylopodella vervoorti is een eenoogkreeftjessoort uit de familie van de Pseudotachidiidae. De wetenschappelijke naam van de soort is voor het eerst geldig gepubliceerd in 1976 door Moore.